# Aulis (Grèce)
Pour les articles homonymes, voir Aulis.

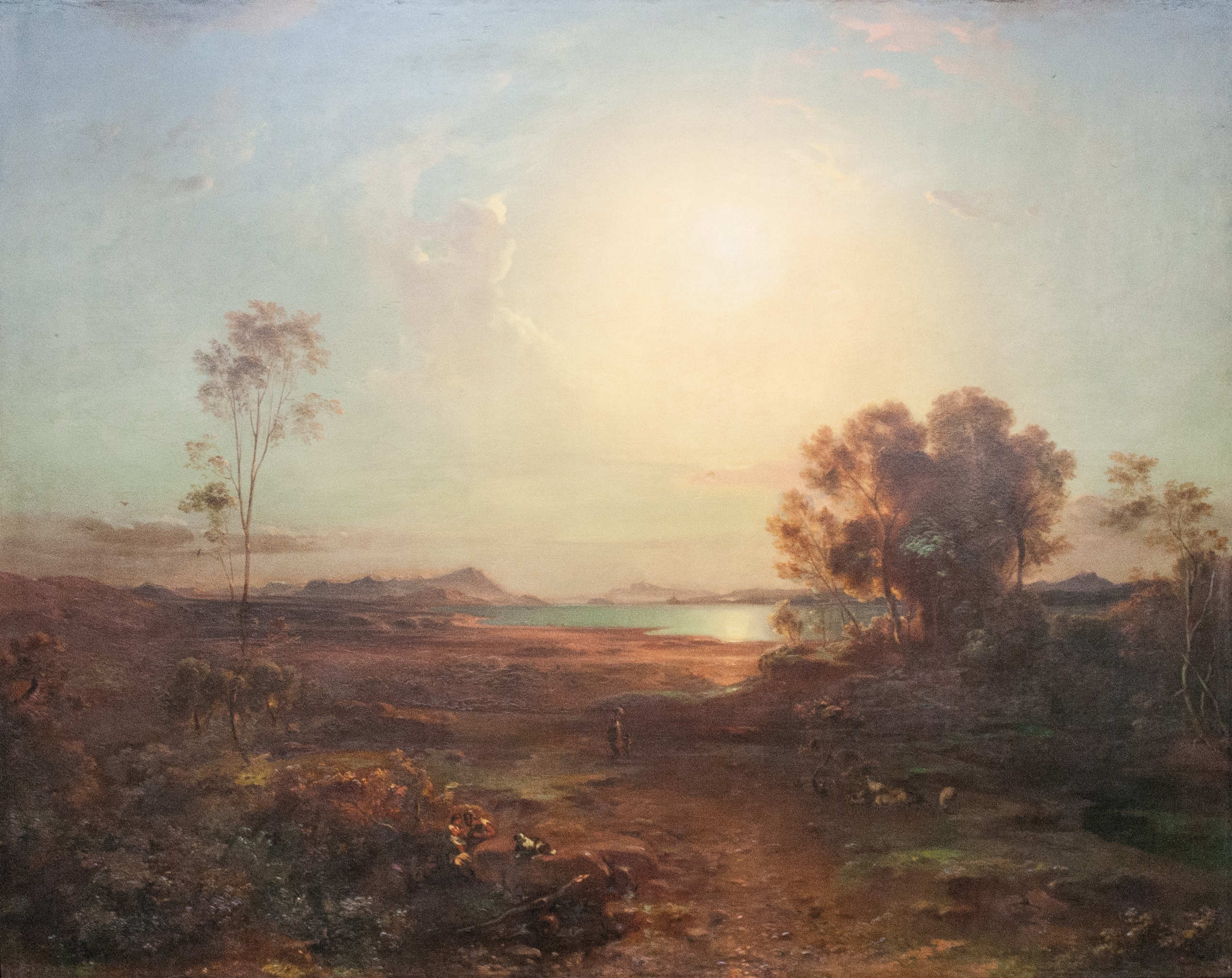
Aulis, Ludwig Rottmann, 1847.

Aulis (en grec ancien et katharevousa Αὐλίς / Aulís, en grec Αυλίδα, Avlida) est une ancienne ville portuaire de Béotie, située sur l'Euripe, à une vingtaine de kilomètres à l'est de Thèbes, en face de l'Eubée, ayant donné son nom à un ancien dème moderne du nome d'Eubée, appartenant depuis 2010 au dème des Chalcidiens. La région entourant la ville est parfois désignée sous le nom d’Aulide.

## Mythologie
C'est d'Aulis, selon l'Iliade (II, 303), que les Grecs se seraient embarqués pour Troie. Aulis est également mentionnée dans le catalogue des vaisseaux (II, 496) comme l'une des cités ayant contribué à l'expédition. Selon Eschyle (Agamemnon) et Euripide (Iphigénie à Aulis), c'est là qu'Agamemnon sacrifie sa fille Iphigénie pour obtenir des vents favorables. En souvenir de cette légende, le roi de Sparte Agésilas II sacrifia une biche à Aulis avant d'entreprendre son expédition d'Ionie en 397 av. J.-C.
La ville n'a jamais été une cité : elle a appartenu à Thèbes jusqu'en 387 av. J.-C., puis à Tanagra. Elle a pour activités la pêche, la production de céramique et le sanctuaire d'Artémis Aulideia.

## Circonscription moderne
Le district municipal comptait 8 300 habitants en 2001 ; il appartient depuis 2010 au dème des Chalcidiens. La capitale est la localité de Vathy (2 500 hab). Il s'agit de l'un des deux districts municipaux situés en Grèce continentale du district d'Eubée.